# اوکسانا سلیونکو
اوکسانا سلیونکو (روسی: Оксана Николаевна Сливенко؛ زادهٔ ۲۰ دسامبر ۱۹۸۶) وزنه‌بردار اهل روسیه است.
وی در مسابقات کشوری و بین‌المللی در مجموع برندهٔ ۸ مدال طلا، ۱ مدال نقره شده‌است.